# Лойтенберг
Лойтенберг (нем. Leutenberg) — город в Германии, в земле Тюрингия. 
Входит в состав района Заальфельд-Рудольштадт.  Население составляет 2371 человек (на 31 декабря 2010 года). Занимает площадь 57,17 км². Официальный код  —  16 0 73 106.
Город подразделяется на 12 городских районов.